# 王延 (前趙)
王延（？年—318年），字延元，西河（今山西省離石縣）人，前趙尚書左丞、金紫光祿大夫。

## 生平
王延九歲時母親就去世了，守孝三年，王延極度悲傷，每到母親的忌日，往往哭到流出血來。
八王之亂時天下大亂，永嘉三年（309年），劉淵遷都至平陽，王延隨劉淵遷往平陽，農桑之餘便教誨誘導宗族。
王延六十歲時，仕官於前趙劉聰，後來遷任尚書左丞，官至金紫光祿大夫。
建興四年（316年），太宰河間王劉易、大將軍勃海王劉敷、御史大夫陳元達和王延等人都到皇宮上奏表勸諫，彈劾常侍王沈矯詔誣陷忠臣，希望能夠將王沈等人免官治罪，由於相國劉粲維護王沈，王沈等人反被封為列侯。
大興元年（318年），劉聰立王沈的養女為左皇后，尚書令王鑑、中書監崔懿之、中書令曹恂前往進諫，王鑑等人被收補被送往刑場斬首，王延急忙騎馬趕來，打算進宮勸諫，但被守門者擋下且沒給予通報。
六月，劉聰病逝，劉粲即位，劉粲將軍政大權都交給靳準，八月，靳準準備反叛，於是與王延商議。王延不願意叛變，於是騎馬而走，打算告發，路途上遇到靳康，被劫回來。靳準率軍入宮，殺害劉粲，屠滅了在平陽的劉氏皇族，將劉聰的屍體斬首，焚燒其宗廟，自立為大將軍、漢天王，向晉朝稱臣，靳準想任命王延為光祿大夫，王延大罵靳準是屠殺各族的逆賊，要靳準快殺了他並將他左右眼分放在西陽門 和建春門，以便看到相國劉曜和大將軍石勒打進來，靳準大怒，於是殺了王延。

## 軼聞

### 王延叩凌
王延向來最為孝順。王延的繼母卜氏，有一次在冬天最冷的時候想吃條活魚，於是讓王延去找，但卻一無所獲，王延因此被棍子打到出血。後來王延到汾河上找，邊敲積冰邊哭泣。忽然有一條長五尺的魚，躍出冰面。王延將那條魚給繼母吃。繼母吃了好幾天還吃不完這條魚，於是頓悟，從此之後便將王延視如己出。

### 王延送牛
王延家的牛生了小牛，有人誤以為那小牛是他家的牛，王延便讓那人牽走了小牛。後來那位牽走牛的人發現誤認，便將小牛送還給王延並叩頭謝罪，王延沒有接受歸還，反將小牛送給這人。

## 延伸阅读
[在维基数据编辑]
 《晉書·卷088》，出自房玄齡《晉書》